# Palais Lengheimb
 (septembre 2024).

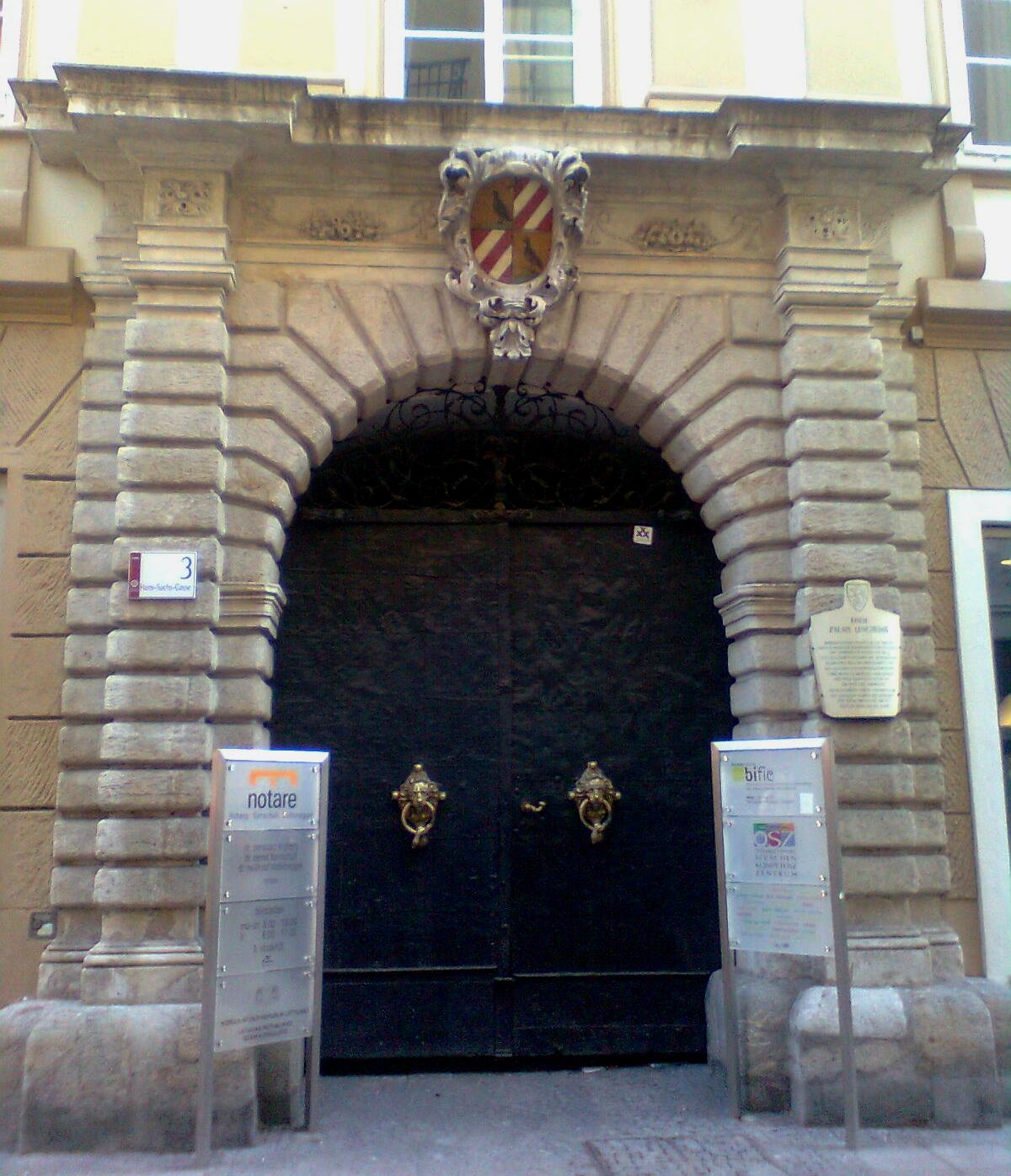
Portail

Le Palais Lengheimb est un palais urbain de la ville de Graz. Il est situé dans l'Innere Stadt. Un palais du même nom, ayant appartenu à la famille Lengheimb, se dresse dans la Bürgergasse. Le Palais Stubenberg est directement relié au palais.

## Histoire
À l'emplacement du palais actuel, il y avait un bâtiment antérieur mentionné dès 1512. En 1689, il y eut un partage des terres au cours duquel le conseiller régimentaire de l'Autriche intérieure, le comte Bernhard von Rindsmaul, reçut un terrain. Il chargea le maître d'œuvre Joachim Carlone de construire le palais actuel. De 1719 à 1803, l'édifice appartenait à la famille Lengheimb. Entre 1804 et 1813, il alla au baron Anton von Königsbrunn et devint finalement la propriété commune, à partir de 1827, de la famille Seßler, puis de la famille Reicher. À partir de 1865, un institut de musique appelé Johann Buwa et le Buwasaal du même nom furent installés au deuxième étage, où se déroulaient des concerts.
Après la démolition des remparts et des bastions de la ville, le palais a été agrandi, même si la façade est restée inchangée. À partir de 1909, l'Institut d'assurance contre les accidents du travail fut le nouveau propriétaire du palais municipal. Le 19 février 1945, tout le secteur où se trouvait la « Reichsknappschaft » fut détruit par un bombardement. La reconstruction eut lieu en 1948 et, à partir de 1961, divers instituts universitaires furent installés dans les locaux. On y trouve aujourd'hui des locaux commerciaux.
Au sous-sol et au rez-de-chaussée, des voûtes d'arêtes datant d'environ 1690 ont été conservées.

## Source de traduction
- (de) Cet article est partiellement ou en totalité issu de l’article de Wikipédia en allemand intitulé « Palais Lengheimb (Hans-Sachs-Gasse) » (voir la liste des auteurs).